# بوهدان بنايوسكا
بوهدان بنايوسكا (بالبولندية: Bohdan Pniewski)‏ هو مهندس معماري بولندي، ولد في 26 أغسطس 1897 في وارسو في بولندا، وتوفي بنفس المكان في 5 سبتمبر 1965.